# Strange Sensation
Strange Sensation fue una banda inglesa de rock fundada en 2001 por el cantante Robert Plant. Se creó originalmente como banda de soporte del artista, pero al poco tiempo se optó por ser una nueva agrupación, la cual solo publicó dos álbumes de estudio Dreamland en 2002 y Mighty ReArranger en 2005. Además de las canciones escritas por la banda, también se incluyeron temas de Led Zeppelin en sus conciertos en vivo, sobre todo las más sicodélicas. En 2007, luego de seis años de trayectoria, Robert Plant optó por separar a Strange Sensation para grabar una producción con la cantante estadounidense Alison Krauss.

## Historia
Fue fundada en 2001 en Inglaterra por el cantante Robert Plant, poco tiempo después que deshizo su antigua agrupación Priory of Brion. En un principio se llamó Robert Plant and his Strange Sensations y nació como banda de soporte del artista, pero finalmente su nombre se acortó al que posteriormente fue conocido y pasó a ser un nuevo grupo musical. Strange Sensation estaba conformada en un principio por Plant: Porl Thompson (guitarra), que ya había tocado con el cantante inglés en el dúo Page & Plant; Charlie Jones (bajo), yerno de Plant y que también fue parte de Page & Plant, Justin Adams (guitarra), que había colaborado con varios artistas de la música africana, árabe e irlandesa; John Baggott (teclados), miembro de las presentaciones en vivo de Portishead y Clive Deamer (batería), miembro de las presentaciones en vivo de Portishead y Radiohead. En 2002 debutaron con Dreamland, un disco que contenía versiones de canciones de otros artistas y que a pesar de ser grabado por la banda fue acreditado como un álbum solista de Robert Plant. La producción logró positivas reseñas de la prensa especializada, incluso en 2003 fue nominado a los premios Grammy en la categoría mejor álbum rock, mientras que la versión de «Darkness, Darkness» lo hizo a la mejor interpretación vocal de rock masculina.
Tres años más tarde se puso a la venta su segundo y último álbum de estudio Mighty ReArranger, que contó con Billy Fuller (miembro de The Moles and Malakai) como bajista y con Liam Tyson (miembro de Cast) como guitarrista, en reemplazo de Jones y Thompson respectivamente. El disco, que fue acreditado como Robert Plant and the Strange Sensation, alcanzó el puesto 4 en la lista de álbumes del Reino Unido y a los pocos días de su lanzamiento se certificó con disco de plata por el organismo certificador inglés, luego de vender más de 60 000 copias. Mientras que en los Estados Unidos llegó hasta la posición 22 de la lista Billboard 200. En el marco de su gira promocional, el 16 de septiembre de 2005 se presentaron en el programa de televisión Soundstage, en donde se grabó todo el concierto para más tarde lanzarlo como DVD bajo el título de Soundstage: Robert Plant and the Strange Sensation.
En 2007, después de seis años de trayectoria, Robert Plant decidió separar la agrupación para crear un dúo con la cantante estadounidense Alison Krauss, que en el mismo año grabaron el disco Raising Sand.

## Miembros
- Robert Plant: voz y armónica (2001-2007)
- Justin Adams: guitarra, derbake, lap steel, bendir y grimki (2001-2007)
- John Baggott: teclados, sintetizador moog y sección de cuerdas (2001-2007)
- Clive Deamer: batería y percusión (2001-2007)
- Liam Tyson: guitarra acústica y lap steel (2003-2007)
- Billy Fuller: bajo y contrabajo (2003-2007)

### Antiguos miembros
- Porl Thompson: guitarra (2001-2003)
- Charlie Jones: bajo (2001-2007)

## Discografía
- 2002: Dreamland
- 2005: Mighty ReArranger